# USS Gettysburg (CG-64)
Pour les autres navires du même nom, voir USS Gettysburg.
L'USS Gettysburg (CG-64) est un croiseur lance-missiles de la classe Ticonderoga construit pour l'US Navy. Il doit son nom à la bataille de Gettysburg pendant la guerre civile américaine.

## Construction
Mis sur cale le 17 août 1988 à Bath, dans le Maine, par Bath Iron Works, le Gettysburg est lancé le 22 juillet 1989 et parrainé par Julie Nixon Eisenhower, épouse de Dwight D. Eisenhower II, petit-fils de l'ancien président Dwight D. Eisenhower et gendre de l'ancien président Richard M. Nixon. Troisième navire américain nommé d'après la bataille de juillet 1863, il est mis en service le 22 juin 1991, sous le commandement du capitaine John M. Langknecht.
Avec certaines des technologies les plus récentes à bord, telles que le radar SPY-1, le VLS MK 41 et l'AEGIS, le Gettysburg était destiné à être le navire leader dans la défense antimissile aérienne de son époque.

## Historique
Entre octobre 1992 et avril 1993 a lieu son premier déploiement en mer Méditerranée en soutien de l'USS John F. Kennedy en compagnie de son navire jumeau Leyte Gulf. Le Gettysburg est déployé en octobre 1993 pour faire respecter un embargo commercial contre Haïti en soutien à l'opération Uphold Democracy. En juin 1994, il participe à l'exercice BALTOPS 94, étant l'un des premiers navires de la marine américaine à visiter un port en Afrique du Sud en 27 ans. Le 30 novembre 1994, le Gettysburg et la frégate lance-missiles Halyburton sont dépêchés pour aider le navire de croisière Achille Lauro, en feu dans l'océan Indien au large des côtes somaliennes. L'Achille Lauro finira par couler mais les passagers seront secourus et transportés à Djibouti,,.
Le 13 octobre 1996, il heurte la corvette iranienne IRIS Bayandor dans le nord du golfe Persique. Aucun des deux navires ne subit de dommages sérieux.
En plus de missions d'aide humanitaire, le Gettysburg participe à divers déploiements, rattaché à des groupes aéronavals et à des navigations indépendantes. Il fut souvent déployé avec la Task Force de l'USS Enterprise, qui comprend l'un des croiseurs du Carrier Strike Group 10. Il effectua plusieurs déploiements dans les 5e et 6e flottes en soutien à l'opération Enduring Freedom et à New Dawn.

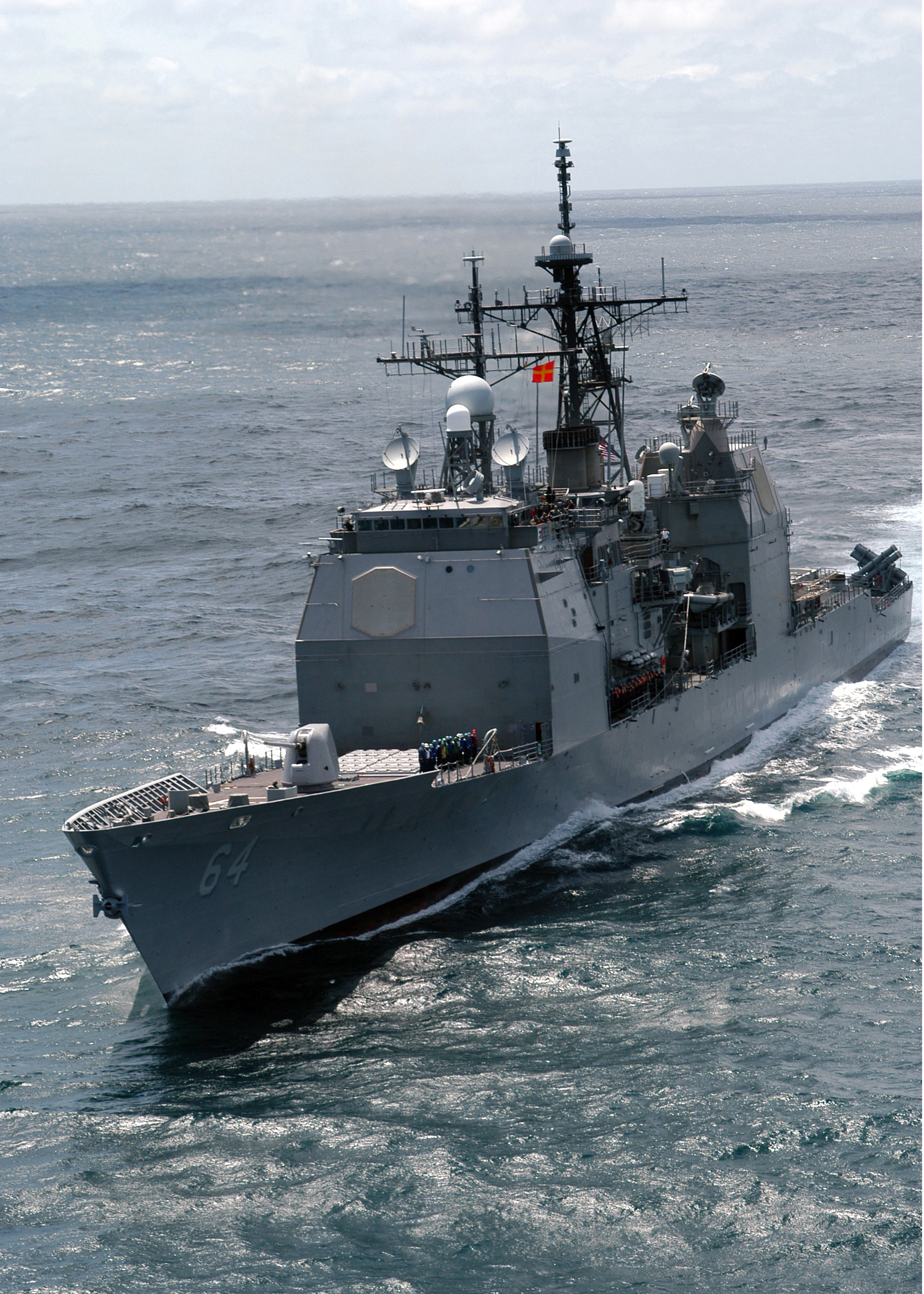
L'USS Gettysburg en 2004.

En mars 2003, le navire est affecté au Carrier Strike Group 12. En 2009, il est déployé avec la Task Force de l'USS Dwight D. Eisenhower.
En 2015, les USS Gettysburg et Cowpens sont les premiers à entrer dans un programme de modernisation des croiseurs, les plaçant dans une période d'inactivité opérationnelle de quatre ans pendant laquelle les systèmes de combat, l'armement et les systèmes de navigation seront modernisés pour prolonger leur carrière. Pendant cette période, la taille de l'équipage est réduite à un « groupe de garde » de 2 officiers, 8 sous-officiers et 20 hommes et femmes enrôlés. Sous le commandement du commandant Steven Puskas, le navire appareille de son port d'attache de Mayport, en Floride, à Norfolk, en Virginie, où il se prépara sa modernisation,.
Le navire reprend la mer pour la première fois depuis près de neuf ans le 28 février 2023. Il fut le premier croiseur de la classe Ticonderoga à achever le programme SLEP pour un coût estimé à plus de 200 millions de dollars.

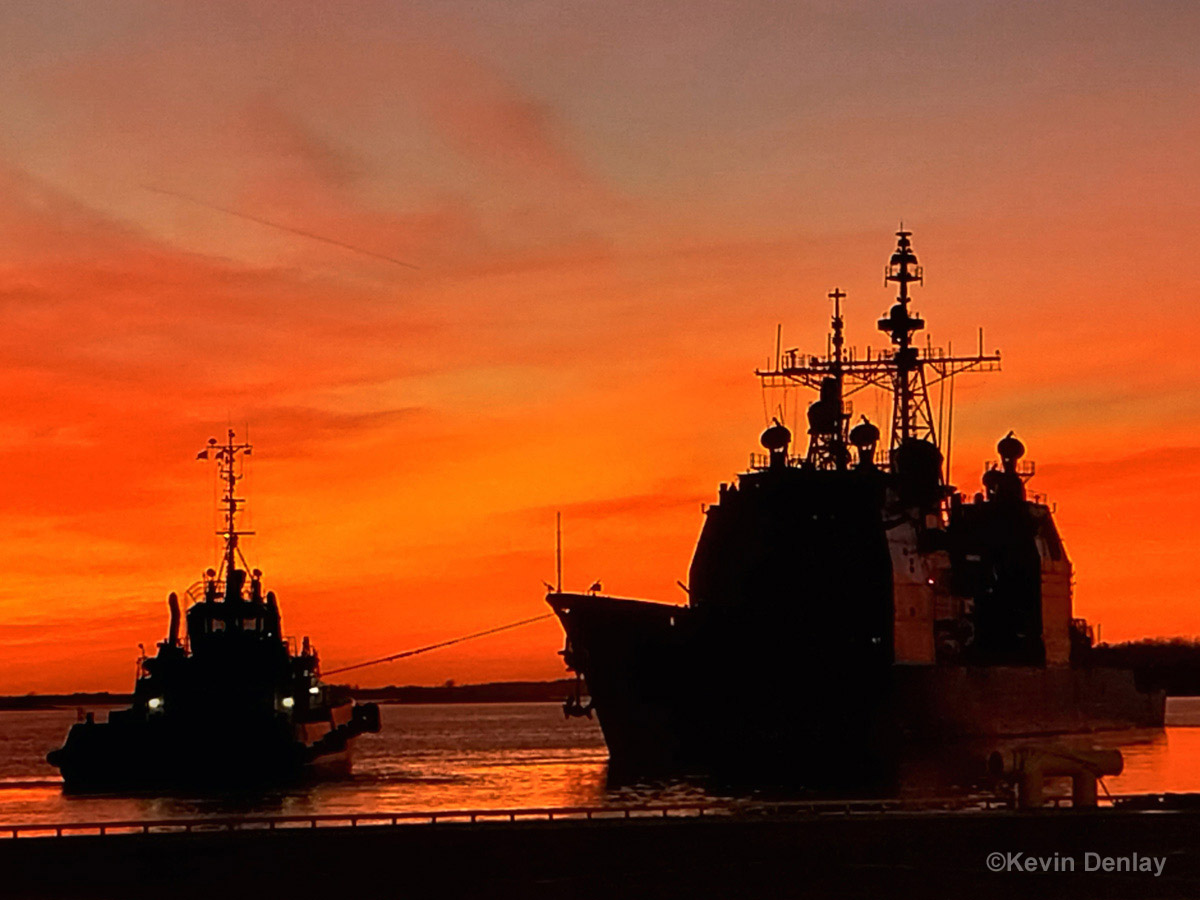
L'USS Gettysburg quittant Helsinki le 7 novembre 2024.

En septembre 2024, le Gettysburg appareille de Norfolk, en Virginie, pour soutenir le déploiement du Carrier Strike Group 8 lors de l'opération Poseidon Archer en réponse aux attaques des Houthis contre des navires de commerce dans la mer Rouge.
Le 21 décembre 2024, des frappes américaines menées par l'US Navy et l'US Air Force visent une installation de stockage de missiles et une installation de commandement à Sanaa au Yémen. Durant ces frappes les forces américaines abattent plusieurs drones aériens et un missile de croisière antinavire Houthis les visant. Dans la même nuit, le croiseur opérant en mer Rouge, « tire par erreur […] et touche » un avion de combat Boeing F/A-18E/F Super Hornet du VFA-11 qui avait décollé du porte-avions USS Harry S. Truman. Selon l'USCENTCOM, les deux pilotes ont survécu après s'être éjectés de l'appareil.

## Décorations
- Navy Unit Commendation
- Navy Meritorious Unit Commendation
- Battle "E" – (2013, 2014, 2023)
- Battenberg Cup – (2013)
- Kinsley Award from the Gettysburg Foundation – (2022)[15]

## Dans la culture populaire
Dans le roman de Tom Clancy L'Ours et le Dragon, le Gettysburg, avec le président Jack Ryan à bord, défendit avec succès Washington DC contre un ICBM entrant lancé par la république populaire de Chine en utilisant le système de missiles Aegis qu'il transporte.